# زدیتسه
زدیتسه (به لاتین: Zdice) یک منطقهٔ مسکونی در جمهوری چک است که در شهرستان برون واقع شده‌است. زدیتسه ۱۳٫۷۹ کیلومتر مربع مساحت و ۴٬۱۲۰ نفر جمعیت دارد و ۲۶۸ متر بالاتر از سطح دریا واقع شده‌است.